# 酒井拓海
酒井 拓海（さかい たくみ、1997年1月11日 - ）は、福井放送のアナウンサー。福井県福井市出身。

## 来歴
福井市進明中学校、福井県立藤島高等学校、早稲田大学人間科学部卒業。新明中学校では野球部に所属しマネージャーとしてチームを率いており、藤島高等学校ではジャグリング部とハンドボール部に所属し、生徒会長も務めていた。早稲田大学ではサークル・早稲田大学ラーメン部の部長を務める。
大学を卒業後、2019年に福井放送に入社。報道部に配属され、報道記者として4年勤務したのち、2023年、アナウンサー職へ異動。同年6月21日には『NNNニュース』に出演し、初鳴きを果たした。
また、「報道部からアナウンサーに異動」という異色の経歴から、初鳴き前に『地方創生プログラム ONE-J』（TBSラジオ／JRNネット系列）の新人アナウンサー特集に出演した。

## 担当番組

### テレビ番組
- 現在
  - おじゃまっテレ ワイド&ニュース - 月曜、火曜MC担当
  - にじパレ - 「ラーメンDo」担当
- 過去
  - おじゃまっテレ ワイド&ニュース - 「かがやきナビゲート」担当